# Fanny Horn Birkeland
Fanny Horn Birkeland (nacida Fanny Welle-Strand Horn, Oslo, 9 de marzo de 1988) es una deportista noruega que compitió en biatlón. Está casada con el biatleta Lars Helge Birkeland.
Participó en los Juegos Olímpicos de Sochi 2014, obteniendo una medalla de plata en la prueba de relevos 4 × 6 km. Ganó tres medallas en el Campeonato Mundial de Biatlón entre los años 2012 y 2016.

## Palmarés internacional
| Juegos Olímpicos   | Juegos Olímpicos        | Juegos Olímpicos  | Juegos Olímpicos |
| Año                | Lugar                   | Medalla           | Prueba           |
| ------------------ | ----------------------- | ----------------- | ---------------- |
| 2014               | Sochi (Rusia)           | Medalla de plata  | Relevo           |
| Campeonato Mundial |                         |                   |                  |
| Año                | Lugar                   | Medalla           | Prueba           |
| 2012               | Ruhpolding (Alemania)   | Medalla de bronce | Relevo           |
| 2015               | Kontiolahti (Finlandia) | Medalla de bronce | Relevo mixto     |
| 2016               | Oslo (Noruega)          | Medalla de oro    | Relevo           |